# Borsod-Abaúj-Zemplén
Borsod-Abaúj-Zemplén er en af de 19 provinser i Ungarn. Provinsen har et areal på 7.247 kvadratkilometer, og et indbyggertal (pr. 2001) på ca. 751.000. 
Borsod-Abaúj-Zempléns hovedstad er Miskolc, der også er provinsens største by.
- Wikimedia Commons har flere filer relateret til Borsod-Abaúj-Zemplén

48°15′N 21°00′Ø / 48.25°N 21°Ø